# Doraegopis subaii
Doraegopis subaii is een slakkensoort uit de familie van de Zonitidae. De wetenschappelijke naam van de soort is voor het eerst geldig gepubliceerd in 1990 door Riedel.